# Aleksandria Eschate
Aleksandria Eschate (Aleksandria Kresowa, gr. Ἀλεξάνδρεια Εσχάτη, łac. Alexandria Ultima) – graniczna placówka założona przez Aleksandra Macedońskiego w sierpniu 329 r. p.n.e. w trakcie jego podbojów w Azji Środkowej. Położona na terenie Sogdiany, w północnej części obecnego terytorium Tadżykistanu i znana pod dzisiaj obowiązującą nazwą Chudżand. W latach 1936–1991 nosiła nazwę Leninabad.
Aleksander Wielki założył miasto w południowo-zachodniej części Kotliny Fergańskiej, na południowym brzegu rzeki Jaksartes (dzisiejsza Syr-daria). Otoczył je sześciokilometrowym murem z cegieł, który według starożytnych autorów ukończono w ciągu dwudziestu dni. Podobnie jak w innych zakładanych przez siebie miastach, także w Aleksandrii Kresowej macedoński zdobywca osiedlił grupę weteranów wojennych.

## Hellenistyczne centrum w Azji Środkowej

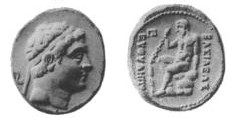
Moneta z podobizną króla Baktrii Eutydemosa (230-200 p.n.e.)

Aleksandria Kresowa znajdowała się w odległości ok. 300 km na północ od Aleksandrii Kaukaskiej w Baktrii. Mieszkańcy miasta byli w ustawicznym konflikcie z lokalną ludnością Sogdiany. Po roku 250 p.n.e. miasto związane było z hellenistycznym królestwem w Baktrii, szczególnie w okresie, gdy grecko-baktryjski król Eutydemos I wzmocnił swą władzę nad Sogdianą.

## Kontakty z Chinami
Aleksandria Eschate położona była w odległości 400 km na zachód od Kotliny Kaszgarskiej (region Sinciang w dzisiejszych Chinach), gdzie osiedleni byli Indoeuropejczycy. Istnieją liczne poszlaki wskazujące na to, iż ekspedycje greckie docierały aż do Kaszgaru. Według Strabona Grecy rozszerzyli swe terytoria aż do zachodnich Chin. Pierwsze kontakty świata zachodniego z Chinami sięgałyby więc 200 p.n.e.
Zakłada się, że potomkami Greków mogą być mieszkańcy Fergany, wspominani w chińskich dokumentach z okresu Dynastii Han (wyprawa Zhang Qiana około 130 p.n.e.). Gdyby przypuszczenia te znalazły istotne potwierdzenie, byłyby to pierwsze kontakty pomiędzy cywilizacją chińską a zurbanizowanym światem indoeuropejskim, które doprowadziły do powstania jedwabnego szlaku w I wieku p.n.e.
Według Kurcjusza potomkowie żołnierzy Aleksandra Wielkiego podtrzymywali kulturę hellenistyczną jeszcze w 30 p.n.e.

## W literaturze współczesnej
W Aleksandrii Kresowej toczy się akcja dwóch powieści: Alexander at the World's End Toma Holta oraz Horses of Heaven Gilliana Bradshawa. Również niektóre wydarzenia opisane książce Stevena Pressfielda pt. "Kampania Afgańska" mają miejsce w Aleksandrii nad Jaksartesem.